# Монтано, Альдо (старший)
Альдо Монтано (итал. Aldo Montano, 23 ноября 1910 — 2 сентября 1996) — итальянский фехтовальщик-саблист, призёр Олимпийских игр, многократный чемпион мира. Первый из знаменитых высокими фехтовальными достижениями представителей ливорноской семьи Монтано: отец Марио Альдо Монтано, дед Альдо Монтано-младшего, дядя Карло Монтано, Марио Туллио Монтано и Томмазо Монтано.

## Биография
Родился в 1910 году в Ливорно. В 1934 и 1935 годах становился обладателем серебряных медалей Международных первенств по фехтованию. В 1936 году стал серебряным призёром Олимпийских игр в Берлине. В 1937 году завоевал серебряную медаль первого официального чемпионата мира по фехтованию (тогда же Международная федерация фехтования задним числом признала чемпионатами мира все прошедшие ранее Международные первенства по фехтованию). В 1938 году завоевал две золотые медали чемпионата мира.
После Второй мировой войны в 1947 году вновь завоевал две золотые медали чемпионата мира. В 1948 году стал серебряным призёром Олимпийских игр в Лондоне. В 1950 году вновь стал чемпионом мира.